# محمد يوسف (ممثل)
محمد يوسف (27 يونيو 1928-28 فبراير 2004)، ممثل مصري ولد  في القاهرة. بدأ مسيرته الفنية عام 1948.

## الحياة الشخصية
انضم إلى فرقة (ساعة لقلبك) حيث جسد شخصية المعلم شَكل، ثم انفصل عن الشخصية واتجه للعمل في المسرح كما عمل بالتدريس وأشرف على المسرح المدرسي ومثل في مسرحيات عديدة منها : (حواء الساعة 12، الدخول بالملابس الرسمية، نمرة 2 يكسب، دور على غيرها).
جاءت انطلاقته في السينما عندما تعاون مع المخرج شريف عرفة في فيلم (سمع هس) واستمر في التعاون معه في أفلام (يا مهلبية يا، الارهاب والكباب، الناظر، عبود على الحدود) ومع المخرج سعيد حامد في أفلام (الحب في الثلاجة، رشة جريئة).

## الأعمال

### أفلام
المشخصاتي 
- عوكل:2004
- الباشا تلميذ:2004
- خالتي فرنسا:2004-الجد
- اوعى وشك:2003-خال جعفر
- ميدو مشاكل:2003-سائق التاكسي
- المشخصاتي:2003-كامل أبوالروس
- اللي بالي بالك:2003-عم فتح
- صاحب صاحبه:2002-عم زرجينة
- رشة جريئة:2001-عم سعد
- ابن عز:2001
- 55 إسعاف:2001-جعفر ضيف شرف
- جاءنا البيان التالي:2001-عم سيد
- الساحر:2001-ابراهيم
- الناظر:2000
- همام في أمستردام:1999-شلتوت الحلاق
- عبود على الحدود:1999-زكريا
- مبروك وبلبل:1998-ابو بلبل
- اضحك الصورة تطلع حلوة:1998-والد نوسه
- صعيدي في الجامعة الأمريكية:1998-والد خلف
- هيستيريا:1998-عم سعيد
- النوم في العسل:1996-حسين فتوح
- قشر البندق:1995
- هدى ومعالي الوزير:1994-حسن الحشاش
- ثلاثة على الطريق:1993
- الحب في الثلاجة:1992
- الإرهاب والكباب:1992-موظف بالمجمع
- سمع هس:1991
- يا مهلبية يا:1991
- الخطر:1990
- أخي وصديقي سأقتلك:1986
- شيطان من عسل:1985-حرنكش
- كان وكان وكان:1977-المعلم سيد
- احترسي من الرجال يا ماما:1975
- غرام في الطريق الزراعي:1971-المحصل
- رضا بوند:1970-محصل التذاكر
- مغامرة شباب:1970-حرامي 1
- الحرامي:1969
- كيف تسرق مليونير:1968-المخرج
- الأزواج والصيف:1961
- حماتي ملاك:1959-شكل
- عودة الحياة:1959
- حياة إمرأة:1959-كابوس- فتوة الصالة
- شارع الحب:1958-شكل
- حملة أبرهه على بيت الله الحرام:1957
- مجانين على الطريق:1991-قصة وسيناريو وحوار ومنتج
- رجل في فخ النساء:1987-قصة وسيناريو وحوار
- التفاحة والجمجمة:1986-سيناريو وحوار
- شارع الحب:1959

### مسلسلات
- أوبرا عايدة:2000
- أبو العلا 90:1996-فرجاني
- أيام المنيرة:1994-أبو حطب خادم رأفت باشا
- فارس الأحلام:1979
- أرض النفاق:1975-المكوجي
- متاعب المهنة:1970
- زوجات وازواج:1969
- أدهم
- الدنيا الجديدة

### مسرحيات
- مولد سيدي المرعب:1998
- زمبليطه في المحطه:1996
- الورثة:1989-سلّام
- دلوعة يا بيه:1986
- تلاعبني ألاعبك:1985
- الدخول بالملابس الرسمية:1979-رستم
- ليلة من ألف ليلة:1977
- لوليتا:1974
- سيدتي الجميلة:1969-عطا
- حواء الساعة 12:1968-جنيدي
- نمرة 2 يكسب:1966-عاشور
- أنا وهي وسموه:1966
- زنقة الستات:1965
- صورة ملهاش أصل
- حارة الضحك
- الساهي (الساهي واللومانجي)
- أكابر أكابر
- إحنا اللي خطفناها
- النسانيس
- بلال مؤذن الرسول
- مسيلمة الكذاب
- مطلوب على وجه السرعة-الدكتور لولي
- إصحى يا نايم
- عيلتين في شقة

### أخرى
- فوازير:أبيض وإسود تاني:1997-ضيف الحلقات
- فوازير:أبيض وإسود:1997
- مسلسل اذاعي:ساعة لقلبك:1957
- فيلم قصير:عالم الاستعراض
- سهرة تليفزيونية:أبو قلب دهب
- مسلسل اذاعي:عاشور رايح جاي
- مسلسل اذاعي:سيد درويش

## روابط خارجية
- محمد يوسف على موقع IMDb (الإنجليزية)
- محمد يوسف على موقع قاعدة بيانات الأفلام العربية
- محمد يوسف على موقع ديسكوغز (الإنجليزية)
- محمد يوسف على موقع قاعدة بيانات الفيلم (الإنجليزية)